# 15358 Kintner
15358 Kintner este un asteroid din centura principală de asteroizi.

## Descriere
15358 Kintner este un asteroid din centura principală de asteroizi. A fost descoperit pe 26 martie 1995 la Kitt Peak National Observatory, în cadrul proiectului Spacewatch. Asteroidul prezintă o orbită caracterizată de o semiaxă mare de 2,76 ua, o excentricitate de 0,03 și o înclinație de 6,0° în raport cu ecliptica.